# Ernst-Ludwig Freisewinkel
Ernst-Ludwig Freisewinkel (* 20. März 1930 in Bielefeld; † 22. April 2017 in Köln) war ein deutscher Journalist und Fernsehmacher.

## Leben
Freisewinkel arbeitete schon während der Schulzeit als Lokalreporter. Er schrieb während des Studiums der Germanistik, Publizistik, Philosophie und Theaterwissenschaften in Münster und Köln für verschiedene Tageszeitungen sowie für Spielfilm-Fachpublikationen.
Nach einem Volontariat beim damaligen NWDR Köln beschäftigte ihn das Funkhaus als Autor und Reporter für tagesaktuelle Sendungen, als Filmkritiker und Initiator von kulturellen und unterhaltenden Sendungen im Hörfunk. Als der inzwischen zum WDR umbenannte Sender 1958 begann, tägliche Fernsehsendungen auszustrahlen, wirkte Freisewinkel von Anfang an mit als Produzent und  Regisseur der Regionalsendungen Hier und Heute und später Hierzulande – Heutzutage. Zugleich moderierte er diese Sendungen und gestaltete eigene Sendereihen.
Ab 1962 wechselte er in solchen oder ähnlichen Funktionen ins ARD-Programm. Unter den Sendungen mit eigenen Filmbeiträgen sind etwa 70 Dreiviertelstunden-Dokumentationen. Sie befassten sich vornehmlich mit Fragen und Problemen der Außen- und Sicherheitspolitik. Freisewinkel berichtete oft aus Krisen- und Kriegsgebieten, drehte aber auch Abenteuer-Reportagen und unterhaltende Features. Von 1983 bis 1987 entsandte ihn die ARD als Auslandskorrespondenten in das Europastudio nach Brüssel. Anschließend arbeitete er bis zu seiner Pensionierung als Erster Redakteur in der Redaktion Zeitgeschehen des WDR.
Fast alle großen Direktübertragungen der frühen Fernsehjahre verzeichnen ihn als Regisseur. Er betreute zudem die deutschen Beiträge zu den ersten internationalen Satellitenprogrammen Early Bird und Our World.
Freisewinkel hat zwei Fernsehspiele inszeniert: Übergewicht (1961) und Unschärfe (1987).

## Ehrungen
- 1975 Ernst-Schneider-Preis
- 1976 Industriefilmpreis, Journalistenpreis für Entwicklungspolitik
- 1977 Industriefilmpreis
- 1979 Goldener Gong